# Miss Chicago
Le soleil, la lune et une étoile est une sculpture de Joan Miró commandée par la ville de Chicago. Elle est surnommée Miss Chicago. La sculpture mesure 12 mètres de haut et est installée place Brunswick Plaza le 21 avril 1981.
Un modèle en bronze de la statue est conservé au Milwaukee Art Museum.